# Плавленый сыр

Памятник плавленому сырку «Дружба» возле завода «Карат» в Москве

Плавленый сыр — молочный продукт, получаемый в результате переработки обычного сыра или творога.

## Описание
Плавленый сыр вырабатывается из сычужных сыров, сыров для плавления, творога, масла и других молочных продуктов с добавлением специй, насыщенных растительных жиров и наполнителей путём плавления сырной массы при температуре 75—95 °C в присутствии добавок — солей-плавителей (цитраты и фосфаты натрия и калия). Изобретён в швейцарском городе Туне швейцарцами Вальтером Гербером (Walter Gerber) и Фрицем Штеттлером (Fritz Stettler) в 1911 году, которые приготовили плавленый сыр из сыра эмменталь с добавлением цитрата натрия.
Джеймс Крафт, основатель одноимённой компании «Kraft Foods», в 1916 году запатентовал свой метод производства плавленого сыра. Его компания в 1950 году впервые в мире выпустила в продажу нарезанный ломтиками плавленый сыр. Дешевизна плавленого сыра в сравнении с традиционным (в том числе по причине использования недорогих ингредиентов) обеспечила быстрый рост его популярности сначала в США, а потом и в других странах.
В СССР производство плавленых сыров освоено в 1934 году на Московском заводе плавленых сыров, с 1940-х годов внедрено производство плавленого сыра из обезжиренного сырья (сыр «Новый»), в 1960-е годы созданы рецепты плавленых сырков «Дружба», «Волна», «Омичка», «Янтарь», выпускаемых и сейчас.
Плавленый сыр может быть приготовлен и в домашних условиях. Ингредиенты: молоко, творог, сливочное масло, яйцо, сода, соль.

## Группы
Выделяют следующие группы плавленых сыров:
- ломтевые;
- колбасные;
- сладкие;
- пастообразные.

### Колбасный сыр
Получают плавлением твёрдых сортов сыра при температуре 75—90 градусов Цельсия и последующим формованием и расфасовкой в виде колбасы. Расфасовка производится в оболочку из кутизина, белкозина или других полимерных плёнок при помощи шприца. После охлаждения расфасованный колбасный сыр помещается в коптильные камеры, в которых он около трёх часов подвергается копчению дымом при температуре 50—60 °C. Также при изготовлении колбасного сыра для придания копчёного вкуса в сырную массу добавляют ароматизатор.

## В культуре
- В Москве установлен памятник плавленому сырку «Дружба».